# Mallosia baiocchii
Mallosia baiocchii es una especie de escarabajo longicornio del género Mallosia, tribu Phytoeciini, subfamilia Lamiinae. Fue descrita científicamente por Sama en 2000.

## Descripción
Mide 30-40 milímetros de longitud.

## Distribución
Se distribuye por Siria.